# National Transportation Safety Board

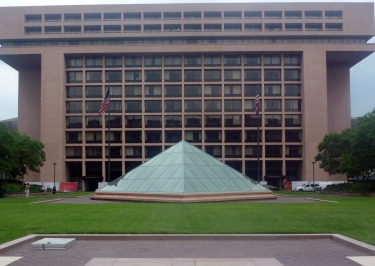
Hauptverwaltung

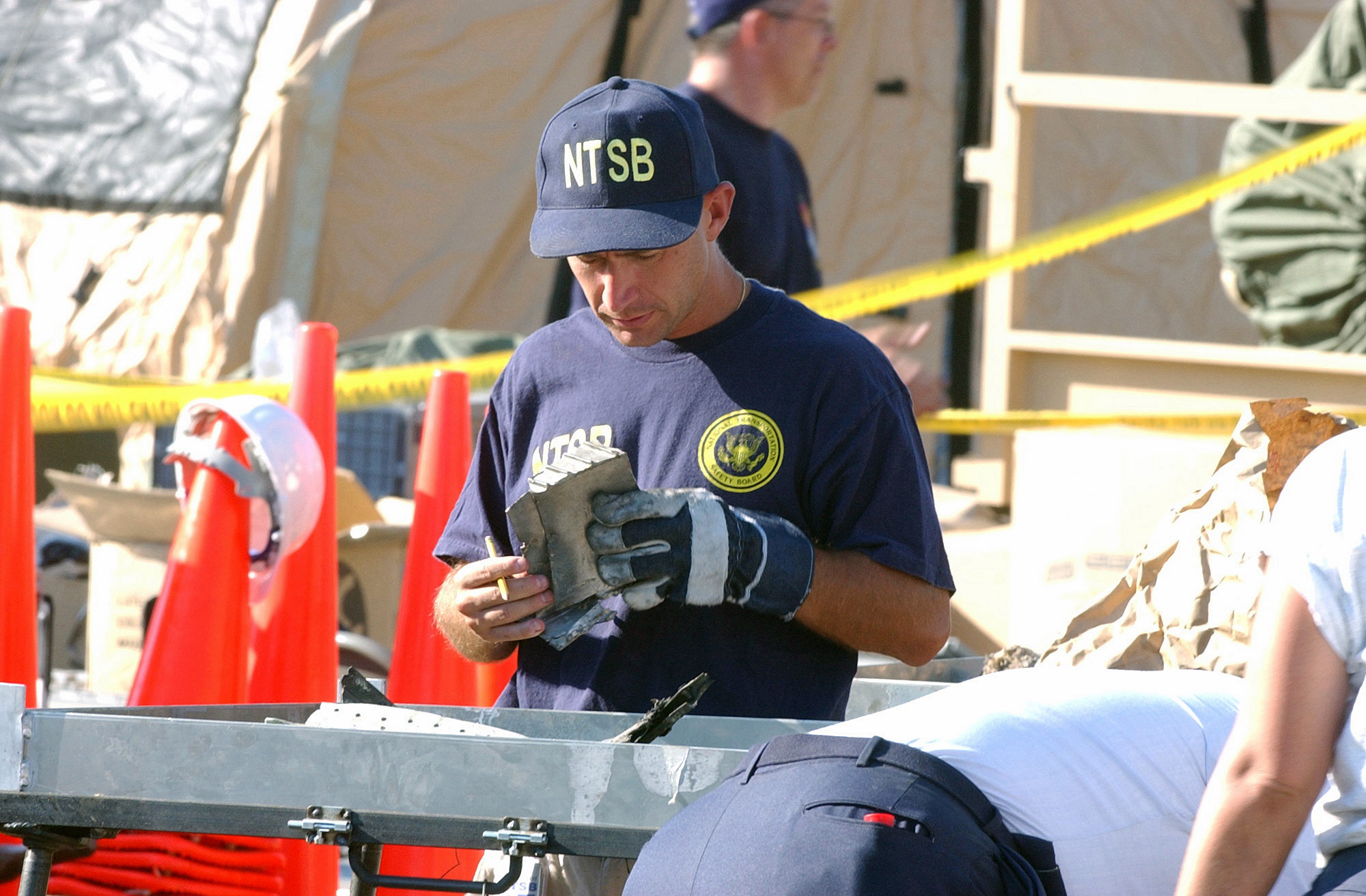
Ein Mitarbeiter des NTSB bei der Arbeit

Das National Transportation Safety Board (NTSB, zu Deutsch: Nationale Behörde für Transportsicherheit) ist eine US-amerikanische Verkehrsbehörde. Die unabhängige Behörde ist mit der Aufklärung von Unglücksfällen im Transportwesen (Eisenbahnen, Luftfahrt, Schifffahrt, Pipelines und Autobahnen) befasst.

## Geschichte
Die Organisation wurde am 1. April 1967 gegründet, bis zum Jahr 1975 war sie dem Verkehrsministerium (United States Department of Transportation) unterstellt, anschließend wurde sie zur unabhängigen Behörde umgewandelt. Bis zum Jahr 2017 wurden rund 132.000 Fälle untersucht.
Für die Luftfahrt entspricht ihr Aufgabenbereich dem der Bundesstelle für Flugunfalluntersuchung in Deutschland, für die gewerbliche Schifffahrt dem Aufgabenbereich der Bundesstelle für Seeunfalluntersuchung.
Der Sitz der Behörde befindet sich in Washington, D.C. Diese hatte im Jahre 2018 413 Mitarbeiter. Das Budget für das Haushaltsjahr 2018 betrug 105,3 Millionen US-Dollar. Für das Haushaltsjahr 2019 wurde eine Erhöhung auf 108 Millionen US-Dollar beantragt.

## Organisation
Die rechtliche Grundlage ist der United States Code Titel 49. Der Vorstand (Board) besteht aus fünf Personen, die vom Präsidenten der Vereinigten Staaten nominiert und vom Senat bestätigt werden. Der Vorstand wird für die Dauer von fünf Jahren berufen. Der Präsident bestimmt aus den Mitgliedern des Vorstandes den Vorsitzenden (chairman) und dessen Stellvertreter (Vice chairman). Die Vorsitzenden, deren Amtszeit zwei Jahre beträgt, müssen vom Senat separat bestätigt werden.